# Amaury de Crayencour
Pour les articles homonymes, voir Amaury.
Amaury de Crayencour, né le 12 octobre 1984 à Versailles, dans les Yvelines, est un acteur français. Il est connu pour avoir joué dans Nos chers voisins et Parents mode d'emploi.

## Biographie
Amaury de Crayencour commence en 2002, au théâtre avec la troupe du Dahut dans Le Visiteur, une pièce d’Éric-Emmanuel Schmitt. La même année, il tient le rôle principal d’un court-métrage intitulé Sortie de nuit qui est produit par la ville de Rouen. Alors que le comédien multiplie les rôles au théâtre notamment dans le Supplément au voyage de Cook de Jean Giraudoux, mise en scène par Patrick Simon, il intègre le Centre de Formation d’Apprentis des comédiens à Asnières-sur-Seine, où il a travaillé sous la direction de Jean-Louis Martin Barbaz. En 2010, il est seul en scène dans « L'Opéra d'un sous », petite forme théâtrale mise en scène par Laurent Fréchuret au théâtre de Sartrouville.
En 2013, il joue dans la série Nos chers voisins diffusée sur TF1 et apparaît dans les séries RIS police scientifique et Les Dames.
En 2016, il rejoint le casting de la série Parents mode d'emploi et joue le rôle de Simon dans Le Bureau des légendes. Par la suite, il obtient un petit rôle dans Faut pas lui dire de Solange Cicurel.
En 2017, il obtient plusieurs seconds rôles au cinéma dont un dans le film Les Ex de Maurice Barthélémy et joue aussi dans la série Calls diffusée sur Canal+ Décalé.
En 2018, il interprète le rôle de Valentin dans Blockbuster de July Hygreck.

### Vie privée
Amaury de Crayencour est l'arrière-petit-neveu de Marguerite Yourcenar. Ils portent ainsi tous les deux le même patronyme, Crayencour, l'écrivaine ayant choisi le pseudonyme de Yourcenar, anagramme de Crayencour à un C près. Il est également le cousin de Stéphanie Crayencour.
Il vit en couple avec l'actrice Baya Rehaz, connue entre autres pour avoir joué Meryem dans le film La Vie d'Adèle d'Abdellatif Kechiche, Palme d'or au festival de Cannes 2013, pour son rôle récurrent de la lieutenante Inès Zaïdi dans la série Tandem, et pour le rôle de Julie Meryme dans la saison 4 de la série Léo Matteï, Brigade des mineurs. Ils ont ensemble deux enfants, une fille (née en novembre 2017) et un garçon né en janvier 2020.

## Filmographie

### Cinéma
- 2016 : Faut pas lui dire de Solange Cicurel : Homme Anouch
- 2016 : Rocambolesque de Loïc Nicoloff : Ponson du Terrail / Rocambole
- 2017 : Passade de Gorune Aprikian : Paul
- 2017 : Les Ex de Maurice Barthélémy : Hector
- 2018 : Blockbuster de July Hygreck : Valentin
- 2018 : Pupille de Jeanne Herry : l'acteur de la pièce
- 2019 : Mon inconnue de Hugo Gélin : Marc
- 2023 : Nouveau départ de Philippe Lefebvre : Vincent
- 2024 : L'Heureuse Élue de Frank Bellocq : Pierrick
- 2025 : Avignon de Johann Dionnet : David

### Télévision
- 2011 : Julie Lescaut[13] : Nathan
- 2013 : RIS police scientifique : Tom Sinclair (épisode Londres/Paris)[3]
- 2013 : Les Dames : le conseiller d'Amdassade (épisode Dame de trèfle)[14]
- 2013-2016 : Nos chers voisins : Dr Grégory Derek
- 2015 : Meurtres en Bourgogne : Mat
- 2015-2017 : Le Bureau des légendes : Simon
- 2015-2016 : Studio Bagel (Heroes Therapy)[15] : Superman
- 2016 - 2018 : Parents mode d'emploi : Thomas
- 2016 : Camping Paradis : Raphaël Langlois (épisode Les vacances du camping)[16]
- 2017 : Calls : Isaïe
- 2017 : Le Tour du Bagel : le serveur
- 2018 : Coup de foudre à Bora Bora[17] : Jérôme
- 2019 : L'Art du crime : Aurélien Dufour (épisode Un Fantôme à l'Opéra)
- 2019 et 2021 : Nina : Hugo (saisons 5 et 6)
- 2020 : Les Copains d'abord de Denis Imbert : Dimitri Cappellin
- 2020 - en cours : César Wagner : Dr Arthur Weiss, médecin du travail
- 2021 : Tandem : Charles de Laurentis (saison 5, épisode 5 : Jeux de trône)
- 2021 : Mensonges de Lionel Bailliu et Stéphanie Murat : Sébastien
- 2022 : Cassandre : Romain Lancon (épisode Le secret d'Angèle)
- 2022 : Le Souffle du dragon de Stéphanie Pillonca : Marc
- 2022 : Et toi, c'est pour quand ? de Caroline et Éric du Potet : Pierre
- 2023 : Sam : Maxime (saisons 7 et 8)
- 2024 : Follow de Louis Farge : le psychiatre
- 2024 : Livreur de Noël de Cécilia Rouaud : Samuel
- 2025 : Dans de beaux draps de Stéphanie Pillonca : Gauthier Gouget

### Doublage
- 2022 : Saules aveugles, femme endormie de Pierre Földes : Komura
- 2025 : Fountain of Youth de Guy Ritchie : voix additionnelles

## Théâtre
- 2002 : Le Visiteur d'Éric-Emmanuel Schmitt
- 2006 : Amour sur tatami, mise en scène Stanley Zancchi
- 2008 : Les Trente Millions de Gladiator d'Eugène Labiche, mise en scène Hervé Van der Meulen
- 2008 : Supplément au voyage de Cook de Jean Giraudoux, mise en scène Patrick Simon
- 2008 : Ma Vie de chandelle de Fabrice Melquiot, mise en scène Yoann Parize
- 2008 : Main dans la main de Sofia Freden
- 2008 : La Cerisaie d'Anton Tchekhov, mise en scène Jean-Louis Martin-Barbaz
- 2010 : L'Opéra d'un sou, mise en scène Laurent Fréchuret, théâtre de Sartrouville
- 2011 : Si je t'attrape, je te mort, mise en scène Olivier Maille
- 2013 : Le Porteur d'histoire d'Alexis Michalik
- 2014 : Ballades enfantines, mise en scène Jonathan Salmon
- 2018 : La Machine de Turing de Benoît Solès, mise en scène Tristan Petitgirard, Théâtre Actuel (Festival off d'Avignon)
- 2021 : La Maison du loup de Benoit Solès, mise en scène Tristan Petitgirard, théâtre du Chêne noir (Festival off d'Avignon), tournée
- 2024 : Ring de Léonore Confino, mise en scène Côme de Bellescize, Théâtre Actuel (Festival off d'Avignon) puis théâtre de l'Oeuvre

## Distinctions

### Récompenses
- 2004 : « Jeune Talent» au Festival de fiction de Saint-Tropez
- 2012 : Sélectionné comme « Jeune Talent Cannes Adami »

### Nomination
- Molières 2025 : Molière du comédien dans un spectacle de théâtre privé pour Ring (Variations du couple)